# IAI Lavi
L'IAI Lavi  (לביא Laví in ebraico, "giovane leone") era un caccia multiruolo monomotore a getto sviluppato dall'azienda israeliana Israel Aerospace Industries (IAI) negli anni ottanta, rimasto allo stadio di prototipo e mai entrato in produzione.
Parte di un programma multi-miliardario, venne poi cancellato a causa dei costi insostenibili e dalle numerose richieste del Governo degli Stati Uniti di non introdurre sul mercato un prodotto che avrebbe fatto concorrenza alle loro esportazioni militari.

## Velivoli attualmente esistenti
Attualmente, sono rimasti solo due prototipi del Lavi: uno in esposizione statica nel museo storico dell'Israeli Air Force ed un altro, il Lavi TD (Technology Demonstrator), nelle strutture dell'Aeroporto Internazionale Ben Gurion.